# Albury (Nouvelle-Zélande)
Pour les articles homonymes, voir Albury.
Albury est une petite localité de la partie sud de la région de Canterbury, située dans l’Île du Sud de la Nouvelle-Zélande.

## Situation
Elle est localisée à l’intérieur des terres par rapport à la ville de Timaru et sur le trajet de la route State Highway 8/S H 8 (en) entre les villes de Pleasant Point et celle de Fairlie. Elle est située dans le comté de Mackenzie (district de Mackenzie).

## Toponymie
La ville d’Albury est considérée comme ayant été dénommée par les premiers colons qui étaient les frères Kennaway (en).

## Histoire
La ville d’Albury est située dans un district rural formé de fermes, et pendant plus de six ans au XIXe siècle elle a servi de terminus temporaire pour la ligne de chemin de fer de l’embranchement ferroviaire, qui devait devenir la branche de Fairlie (en). La ligne fut ouverte le 1er janvier 1877 et une extension au-delà de la ville vers celle de Winscombe ouvrit le 24 août 1883,.
Bien que la branche soit fermée depuis le 2 mars 1968, certaines parties de la ligne peuvent toujours être aperçues autour d’Albury.

## Fourniture d’eau
La fourniture d’eau pour le village et ceux proches du trajet de la route State Highway 8/SH8 (en) provient du « Downlands scheme ». La plupart du district est desservi par le « Albury, Rural Water Scheme », qui fournit de l’eau à la fois pour le stockage et pour les besoins domestiques. Avant la mise en place de ce projet, les maisons devaient pomper l’eau à partir de la rivière ou la tirer de sources d’eau ouvertes, qui avaient été construites pour le stockage et pour les besoins humains. Le reste de l’eau des sources fournissant la station agricole du Mount Nessing une très grande ferme dépassant les 8 000 acres (32 km2), que l’on peut voir sur le Mount Nessing et qui possède un terrain de Golf. L’eau pour le projet d’approvisionnement de la ville d’Albury est prélevé d’un affluent de la rivière Opawa. Ce projet fut construit à la fin des années 1960 / au début des années 1970, et n’utilise pas de pompe mais est alimenté seulement par gravité. Il était desservi par un petit barrage jusqu’en 2000-2002, quand une autre branche de la rivière fut équipée d’un barrage pour augmenter l’apport d’eau, qui coule vers le point de prélèvement en tête. Ceci était devenu nécessaire parce que le flux d’eau était devenu trop bas dans la branche initiale. Le filtrage pour le projet est réalisé par un long canal double contenant différents calibres de graviers, le plus grossier étant au début du (filtre à sable). Peu de maintenance est nécessaire à part la période de purge du filtre réalisée en faisant passer l’eau à contre courant à travers le canal.

## Éducation
En 2007, l’école d’Albury célébra son 125 e anniversaire. Elle a actuellement deux salles de classe, une pour les années de 1 et 2 et une pour les années 3 à 6. La plupart des élèves s’en vont pour le secondaire à Fairlie (au Collège Mackenzie).

## Clubs Locaux et Organisations
- Club de chiens Collies du ‘Mount Nessing’
- Club de Golf du ‘Mount Nessing ‘
- Club Rural des femmes (autrefois ‘Women's Division of Federated Farmers’)

## Évènements locaux
Chaque année aux environs du mois de mars ou avril, le ‘Albury Pub/Tavern/Bar’ est la destination d’une course de mountain bike. La course est appelée :"Pass to Pub". La course se déroule sur environ 35 km à partir du col de Burkes Pass (en) et va jusqu’à Albury Tavern. L’organisation locale met en place un barbecue et vend des items pour des activités ramenant finalement des fonds.